# (36513) 2000 QG73
2000 QG73 (asteroide 36513) é um asteroide da cintura principal. Possui uma excentricidade de 0.01563220 e uma inclinação de 2.70133º.
Este asteroide foi descoberto no dia 24 de agosto de 2000 por LINEAR em Socorro.